# Tilsa Otta
Tilsa Anahí Otta Vildoso (Lima, 11 de agosto de 1982) es una poeta, escritora y artista audiovisual peruana.

## Biografía
Estudió dirección de cine en el Instituto Charles Chaplin de Lima y la carrera corta de fotografía en el Centro de la Imagen de Lima.
Completó sus estudios de cine con un máster en Videolab de Creación Audiovisual cursado en LENS Escuela de Artes Visuales, Madrid, España.
Ha publicado los poemarios Mi niña veneno en el jardín de las baladas del recuerdo, Indivisible, Antimateria. Gran acelerador de poemas, La vida ya superó a la escritura y Dos pequeñas islas mirándose fijamente; el libro de cuentos Un ejemplar extraño y el cómic "VA", junto a la artista Rita Ponce de León. Ha escrito crítica cinematográfica, columnas de opinión para diarios y colaborado con el blog alemán Superdemokráticos.
También ha publicado el libro infantil Ideario. Ejercicios para imaginar y jugar, y en 2020 su primera novela, titulada Lxs niñxs de oro de la alquimia sexual.
Su obra forma parte de diversas antologías. Ha participado en exposiciones colectivas de video y festivales de cine. Ha realizado cortometrajes como Dios es niña, 5 breves intervenciones, El amante sin cuerpo y Vale la pena vivir.
Ha dictado talleres de creación y poesía en México, Argentina, Chile y Perú.
Fue considerada por la revista inglesa "i-D" como uno de los 250 artistas a tener en cuenta en su edición especial de aniversario.

## Publicaciones
Novela
- Lxs niñxs de oro de la alquimia sexual (novela)- Editorial Penguin Random House Perú (2020)

Poemas
- The hormone of darkness (antología de poesía, edición bilingue) - Graywolf, Estados Unidos (2024)
- Dos pequeñas islas mirándose fijamente (poemas) Ed. Mansalva, Argentina (2023)
- And suddenly I was just dancing (antología de poesía en chapbook, edición bilingue) Cardboard House Press, Estados Unidos (2023)
- Antimateria, gran acelerador de poemas+La vida ya superó a la escritura (poemas) Ed. Nuevos clásicos, Bolivia (2022)
- Ideario. Ejercicios para imaginar y jugar (poemas y juegos) -Editorial Penguin Random House Perú (2019)
- La vida ya superó a la escritura (poemas) - Editorial Juan Malasuerte, México-Lima (2018)
- Antimateria. Gran acelerador de poemas (poemas) - Editorial Juan Malasuerte, México (2015), Editorial Pesopluma, Lima (2015), Ediciones Neutrinos, Argentina (2014)
- Indivisible (poemas) - Álbum del Universo Bakterial (2007)
- Mi niña veneno en el jardín de las baladas del recuerdo (poemas, cuentos e ilustraciones) - Álbum del Universo Bakterial (2004)

Cuentos
- The Purity of Air (cuentos)- Editorial Perrito, Londres (2020)
- Un ejemplar extraño (cuentos) - Solar (2012)

Otros proyectos
- cuaderno de los días reunidos (Experimento de escritura colectiva) Taller Editorial La Balanza, Perú (2022)
- Pepe Villalobos. El rey del festejo (Biografía, en colaboración con Vicente Otta R) Editorial Horizonte, Perú (2021)

Participación en antologías
- Más allá del haiku. Antología de autores nikkei latinoamericanos (Asociación Peruano Japonesa, Perú, 2024)
- Daughters of Latin America. An International Anthology of Writing by Latine Women (Amistad Books, Estados Unidos, 2023)
- Incardinadas, cartografía poética de mujeres del Perú (Cormorán Ediciones, Chile, 2023)
- Lima es un estado mental (Perú, 2022)
- Vocabulario vital (Meier Ramírez, Lima, 2021)
- Vamos al perreo (Fruta bomba Ediciones, México 2021)
- «Salones de belleza/Beauty salons. Writers at Aeromoto (Ed. Gato Negro, Wolfman Books y Libros UNAM, México, 2021)
- Pedir un deseo, prenderle fuego. Poesía contemporánea de mujeres latinoamericanas (Ed. Continente, Argentina, 2020)
- A year in the sky. Astrological Calendar 2019 (Triana Editorial, Argentina, 2019)
- Un año en el cielo. Calendario astrológico 2018 (Triana Editorial, Argentina, 2018)
- País imaginario. Escrituras y transtextos 1980-1992 (Ay del seis, España, 2018)

- Sexo al cubo. Veintisiete relatos sobre la sexualidad femenina en el Perú escritos por mujeres. Lima, Ediciones Altazor, 2017.
- Aguas móviles. Antología de poesía peruana 1978-2006. Lima: Perro de Ambiente, editor / Casa de la Literatura Peruana, 2016.
- Ultravanguardia (Lima, 2014)
- Relámpago/Lightning. Poesía contemporánea de. América Latina y Estados. Unidos (EBL-Cielo abierto, México, 2013).
- Muestra de poesía peruana joven Vox Horrísona (México, 2013),
- 4m3r1c4 2.0 (UANL, México, 2013)
- Tea Party. Antología trinacional Perú, Bolivia, Chile (Cinosargo. Chile, 2012)
- Voces para Lilith. Literatura contemporánea de temática lésbica en Sudamérica (Editorial Estruendomudo. Lima, 2011)
- Me gustas tú. Adolescentes en la poesía peruana (Editorial Santillana. Lima, 2011)
- Chicha, Nueva Poesía Peruana (Voy a salir y si me hiere un rayo. Argentina, 2005)
- También ha colaborado con diversas revistas y medios virtuales.

Colaboraciones
- Venus ataca - Comics, selección de historietas de jóvenes ilustradoras (Contracultura, 2010).
- Colaboradora del proyecto latinoamericano-alemán Los Superdemokráticos (Alemania, 2011)
- Columnista en la sección cultural del diario Peru21 (2009).
- Colaboraciones con Vice (México), Exit (Canadá), Hiedra magazine (EEUU), Der spiegel (Alemania), Buensalvaje, Etiqueta negra, El Dominical de El Comercio, La sombra del hombre y La Butaca Sanmarquina (Perú).
- Participación en el libro “¿Y qué si la democracia ocurre?” editado por la Galería 80m2 Livia Benavides en 2012.

Audiovisual
- La normalidad (cortometraje documental, febrero, 2020)
- Los campos de fútbol son las áreas verdes más protegidas de la Tierra (corto experimental, 2019)
- Recordatorio (corto experimental, 2019)
- Relaciones largas (cortometraje de ficción, 2018)
- Un tiempo para ti (corto experimental, 2018)
- “Amor””moderno" (cortometraje de ficción, 2017)
- C.M.H. (corto experimental, 2017)
- Viendo el juego (corto experimental, 2016)
- Camino abierto circuito cerrado (corto experimental, 2016)
- Cancionero mínimo del migrante peruano definitivo (cortometraje documental, 2015)

- Como una lorna (vídeo musical, 2015)
- I hate myself (probably commit suicide) (vídeo musical , 2015)
- Parejas reales (cortometraje de ficción, 2015)
- Tu voz existe (cortometraje de ficción, 2014)
- Vale la pena vivir (cortometraje de ficción, 2014)
- 5 breves intervenciones (cortometraje de ficción, 2013)
- 12 pasos (vídeo musical, 2013)
- Dios es niña (cortometraje de ficción, 2012)
- El amante sin cuerpo (cortometraje de ficción, 2012)
- El hombre de la casa (cortometraje de ficción, 2012)
- Suicidio de una mujer vampiro (cortometraje de ficción, 2012)
- Gracias por la música Perú (documental, 2011)
- El árbol (vídeo musical, 2008)

## Reconocimientos
- Premio del Concurso para apoyar proyectos creativos de autores de libros de literatura infantil y juvenil del Ministerio de Cultura del Perú para “Ideario. Ejercicios para imaginar y jugar”. 2018.
- Premiada en el Concurso Nacional de Obras Experimentales de DAFO 2018. Lima. “C.M.H.”.
- Premiada en el Concurso Nacional de Obras Experimentales de DAFO 2015. Lima. "Tu voz existe"
- Premiada en el Concurso Nacional de Cortometrajes DAFO 2014. Lima. "Vale la pena vivir"
- Segundo premio en el Concurso Pasaporte para un artista 2014. Lima.